# Сен-Лоран (Шер)
Сен-Лора́н (фр. Saint-Laurent) — коммуна во Франции, находится в регионе Центр. Департамент — Шер. Входит в состав кантона Вьерзон-2. Округ коммуны — Вьерзон.
Код INSEE коммуны — 18219.
Коммуна расположена приблизительно в 185 км к югу от Парижа, в 80 км южнее Орлеана, в 22 км к северо-западу от Буржа.

## Население
Население коммуны на 2008 год составляло 398 человек.
| 1962 | 1968 | 1975 | 1982 | 1990 | 1999 | 2008 |
| ---- | ---- | ---- | ---- | ---- | ---- | ---- |
| 202  | 231  | 210  | 253  | 354  | 352  | 398  |

## Администрация
| Период | Период | Фамилия       | Партия                              | Примечания |
| ------ | ------ | ------------- | ----------------------------------- | ---------- |
| 1992   | 2001   | Жан-Луи Ривье |                                     |            |
| 2001   | 2014   | Дени Годар    | Французская коммунистическая партия |            |

## Экономика
В 2007 году среди 267 человек в трудоспособном возрасте (15-64 лет) 215 были экономически активными, 52 — неактивными (показатель активности — 80,5 %, в 1999 году было 77,4 %). Из 215 активных работали 198 человек (107 мужчин и 91 женщина), безработных было 17 (7 мужчин и 10 женщин). Среди 52 неактивных 14 человек были учениками или студентами, 17 — пенсионерами, 21 были неактивными по другим причинам.

## Достопримечательности
- Церковь Сен-Лоран
  - Бронзовый колокол (XVI век). Исторический памятник с 1943 года[3]

## Фотогалерея
- Въезд в Сен-Лоран
- Карта коммуны